# Staroste de Putna
Starostele de Putna era un dregător în Moldova medievală. Printre deținătorii acestei dregătorii a fost și cronicarul Miron Costin.